# Liza Marklund
Pour les articles homonymes, voir Marklund.
Eva Elisabeth « Liza » Marklund, née le 9 septembre 1962 à Pålmark en Suède, est une journaliste et auteur suédoise. 
Son premier roman, Studio Sex (2000), a été vendu à plus d’un million d’exemplaires en Suède et traduit dans vingt pays.

## Œuvre

### Les Enquêtes d'Annika Bengtzon
1. (sv) Sprängaren, 1998, trad. Jean Renaud et Catherine Buscall  (ISBN 2841145840)Réédité aux éditions Le Livre de poche en 2002 (ISBN 225317257X)
2. (sv) Studio sex, 1999, trad. Christofer Bjurstrom  (ISBN 2841145093)Réédité aux éditions Le Livre de poche en 2002 (ISBN 225317212X) puis sous le titre Studio 6 aux éditions Hachette en 2012 (ISBN 978-2-01-203118-0)
3. (sv) Paradiset, 2000  (ISBN 2702480985)Réédité aux éditions Le Livre de poche en 2005 (ISBN 2253090700) puis sous le titre Fondation Paradis aux éditions Hachette en 2012 (ISBN 978-2-01-203119-7)
4. (sv) Prime time, 2002  (ISBN 2702432093)
5. (sv) Den röda vargen, 2003  (ISBN 978-2-01-203394-8)
6. (sv) Nobels testamente, 2006  (ISBN 978-2-298-07365-2)
7. (sv) Livstid, 2007
8. (sv) En plats i solen, 2008
9. (sv) Du gamla, du fria, 2011
10. (sv) Lyckliga gatan, 2013

### Romans indépendants
- Bons baisers du tueur, L'Archipel, 2011 ((en) The Postcard Killers, 2010)Écrit avec James Patterson.